# Party Mix
Party Mix sau Party Mix HD este un canal TV ce difuzează exclusiv muzică de petrecere. A fost lansat de Ziua Națională a României, pe data de 1 decembrie 2019.
În ianuarie 2021, Party Mix a intrat în lista must carry. Postul se recepționează la toți operatorii de cablu și prin IPTV, dar și pe online, pe aplicația Diaspora TV.
Pe data de 11 februarie 2022, televiziunea Party Mix a anunțat pe site-ul propriu că va renunța la varianta SD a postului respectiv din data de 1 martie 2022. Pentru a viziona programele televiziunii Party Mix, este necesar să fie scanat frecvența operatorilor de cablu, dar mai târziu pe 21 aprilie 2022, versiunea SD a reînceput să emită din nou la RCS & RDS.

## Programe muzicale
- Cântă-mi lăutare
- Hai la joc să vă fie cu noroc
- Happy Party Mix
- Să petrecem până-n zori
- Top 40 Party Mix
- Fonoteca Party Mix
- Hai Noroc
- Petrece Românește
- Ia mai toarnă un păhărel să ne veselim nițel
- Dimineața pe răcoare, petrecere în pijamele
- Party Mix de dimineață să ne bucurăm de viață